# Bataraza
Bataraza ist eine philippinische Stadtgemeinde in der Provinz Palawan. 
Bataraza ist nach Datu Bataraza Narrazid benannt, einem einflussreichen lokalen Häuptling muslimischen Glaubens und Vater des ersten Bürgermeisters von Brooke’s Point Datu Sapiodin Narrazid. Bataraza gehörte bis 1964 zur Stadtgemeinde Brooke's Point.
Wichtigste Einkommensquellen sind Landwirtschaft, Fischerei sowie Nickelbergbau und -verarbeitung.

## Geografie
Bataraza liegt an der Südspitze der Insel Palawan etwa 236 km von Puerto Princesa und 775 km von Manila entfernt. Die Stadtgemeinde erstreckt sich ungefähr 80 km in Nord-Ost-Richtung bis zur Balabacstraße. 
Im Osten grenzt sie Sulusee, im Westen liegt eine große Bergkette, die sich vom Mount Mantalingahan, dem höchsten Berg der Provinz bis hin zum Mount Malitub erstreckt, an dem die Grenze zur Stadtgemeinde Rizal verläuft. Zwanzig Kilometer vor der Küste der Gemeinde, im Süden, liegt das unter Vogelkundlern bekannte Ursula Island Game Refuge and Bird Sanctuary. Im Westen liegt das Südchinesische Meer.

## Baranggays
Bataraza ist politisch in 22 Baranggays unterteilt.
- Bono-Bono
- Bulalacao
- Buliluyan
- Culandanum
- Igang-Igang
- Inogbong
- Iwahig
- Malihud
- Malitub
- Marangas (Poblacion)
- Ocayan
- Puring
- Rio Tuba
- Sandoval
- Sapa
- Sarong
- Sumbiling
- Tabud
- Tagnato
- Tagolango
- Taratak
- Tarusan

Rio Tuba ist eines der bewohnten Baranggays und bekannt für seine Nickelerzvorkommen. Von Rio Tuba aus sind auch die meisten der im Inland gelegenen Baranggays zu erreichen. Der Nickelabbau ist sehr bedeutend für den Ort, die bedeutendste Nickelmine der Rio Tuba Nickel Mining Corporation liegt innerhalb seiner Grenzen.

## Sonstiges

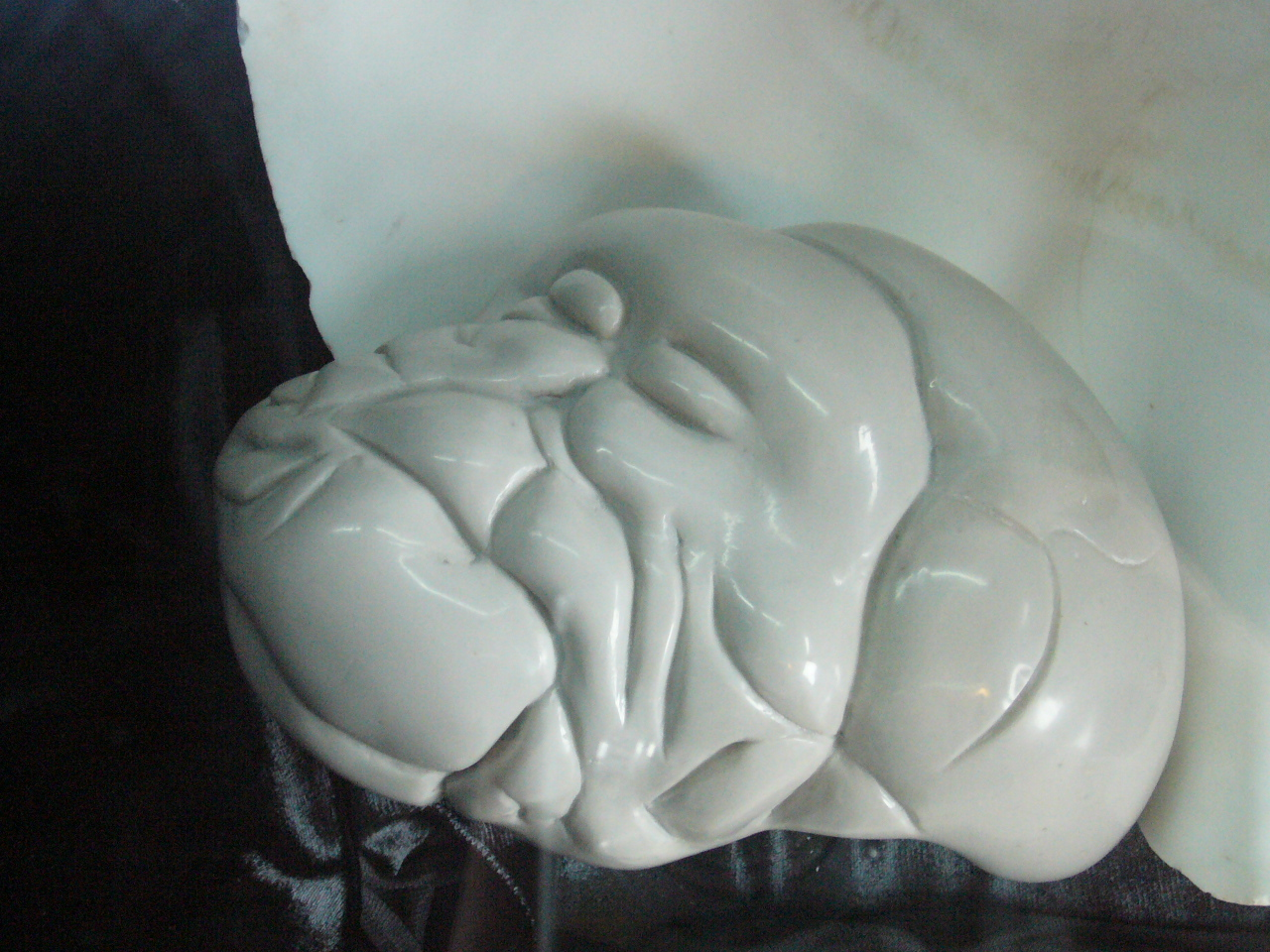
Nachbildung der „Lao-tse-Perle“

Die größte Perle der Welt, die Lao-tse-Perle, auch Perle Allahs genannt, wurde 1934 von einem philippinischen Taucher in einer zu den Mollusken gehörenden Großen Riesenmuschel (Tridacna gigas) vor der Küste Batarazas, damals Brook's Point, entdeckt. Die Perle hat ein Gewicht von 6,4 kg.